# Cupromakovickyita
La cupromakovickyita és un mineral de la classe dels sulfurs que pertany al grup de la pavonita. El seu nom fa referència al fet que és l'anàleg mineral amb coure de la makovickyita.

## Característiques
La cupromakovickyita és un element químic de fórmula química Cu₄AgPb₂Bi9S18. Cristal·litza en el sistema monoclínic. La seva duresa a l'escala de Mohs és de 4 a 4,5.
Segons la classificació de Nickel-Strunz, la cupromakovickyita pertany a «02.JA: Sulfosals de l'arquetip PbS, derivats de la galena amb poc o gens de Pb» juntament amb els següents minerals: benjaminita, borodaevita, cupropavonita, kitaibelita, livingstonita, makovickyita, mummeïta, pavonita, grumiplucita, mozgovaïta, kudriavita, cupromakopavonita, dantopaïta, cuprobismutita, hodrušita, padĕraïta, pizgrischita, kupčikita, schapbachita, cuboargirita, bohdanowiczita, matildita i volynskita.

## Jaciments
La cupromakovickyita va ser descoberta al camp miner occidental d'un dipòsit de scheelita a la vall del Felben (Hohe Tauern, Salzburg, Àustria). També ha estat descrita a la mina Ohari (Prefectura de Yamagata, Honshu, Japó) i al districte miner de Băiţa (Nucet, Bihor, Romania).